# Молотково (Слуцкий район)
Молотково — деревня в Бокшицком сельсовете Слуцкого района Минской области Республики Беларусь.

## История
Деревня была основана после ВОВ. После развала СССР Молотково стало стало частью независимой Беларуси.

## Население
По данным переписи населения Беларуси за 2009 год население деревни Молотково составляет 64 человека.

## География
В деревне всего 2 улицы — Зелёная и Дорожная.
Расстояния от деревни Молотково до города Слуцка составляет 5 километров, а по трассе Слуцк — Минск 7 километров.
Расстояние от деревни Молотково до города Минска составляет 93 километра, а по трассе Слуцк — Минск 106 километров.